# Guiomar de Portugal
Guiomar Castro de Bragança i de Noronha (ca. 1468-Sogorb, 1 d'agost de 1516) coneguda comunament com a Guiomar de Portugal, va ser una aristòcrata portuguesa i duquessa consort de Sogorb.
Filla d'Alfons de Bragança, I comte de Faro i de María Enríquez de Noronha, II comtessa d'Odemira. Va contraure matrimoni vers el 1488 amb l'infant Enric d'Aragó, net del rei d'Aragó Ferran d'Antequera. Duquessa de Sogorb des de 1476, quan li és atorgat al seu marit. Guiomar va morir el 1516, i el seu cadàver va ser traslladat al Reial Monestir de Santa Maria de Poblet per ordre del bisbe de Sogorb amb una carta del marit dirigida al seu abat perquè les seves restes fossin enterrades com van ser enviades al panteó familiar dels Aragó-Cardona. Després de la desamortització de 1835 i l'abandonament del monestir, la seva tomba va ser profanada i saquejada. Fruit d'això, el 1839 un soldat de l'exèrcit a Catalunya va recollir un floc de cabells rossos, pertanyent a la duquessa, i el va entregar al general Antonio Remón Zarco del Valle y Huet, que el va donar a la Reial Acadèmia de la Història.

## Descendència
Guiomar i Enric van tenir els següents fills:
- Joan (1488-1490)
- Alfons (1489-1563)
- Isabel (1491-?)